# Källarbosjön
Källarbosjön är en sjö i Säters kommun i Dalarna och ingår i Dalälvens huvudavrinningsområde. Sjön har en area på 0,195 kvadratkilometer och ligger 218,1 meter över havet. Vid provfiske har abborre, lake, mört och siklöja fångats i sjön.

## Delavrinningsområde
Källarbosjön ingår i det delavrinningsområde (669132-148786) som SMHI kallar för Utloppet av Källarbosjön. Medelhöjden är 251 meter över havet och ytan är 1,94 kvadratkilometer. Det finns inga avrinningsområden uppströms utan avrinningsområdet är högsta punkten. Vattendraget som avvattnar avrinningsområdet har biflödesordning 3, vilket innebär att vattnet flödar genom totalt 3 vattendrag innan det når havet efter 203 kilometer. Avrinningsområdet består mestadels av skog (84 procent). Avrinningsområdet har 0,2 kvadratkilometer vattenytor vilket ger det en sjöprocent på 10,1 procent.